# Adam Woods
Adam Christopher Allskog (röviden: Adam Woods, Resarö, 2001. március 14. – ) svéd énekes, a Melodifestivalen döntőjének résztvevője 2023-ban.

## Pályafutása
Woods 2023-ban vett részt először a svéd eurovíziós válogatóműsorban Jon Henrik Fjällgrennel és Arc North-szal közösen. A Where You Are (Sávežan) című dalt adták elő 2023. február 4-én az első válogatóban. Itt az első helyen jutottak tovább a március 11-i döntőbe, ahol a szavazáson 81 pontot sikerült összegyűjteniük (23-at a nemzetközi zsűriktől, 58-at a nézőktől kaptak), így összesítésben a negyedik helyen végeztek.
2023. december 1-jén jelentette be az SVT, hogy az énekes bejutott a versenydalával a Melodifestivalen következő évi mezőnyébe. A Supernatural című versenydalát a február 3-án rendezendő első elődöntőben adta elő Malmőben. A szavazás során 66 ponttal a negyedik helyen végzett, így továbbjutott a március 2-i vigaszágas szavazásra. Itt a résztvevő tíz dal közül a Supernatural végzett a hatodik helyen 189 ponttal, így nem jutott tovább a március 9-i döntőbe.
2025-ben Lighter című dalával, melyet az előadóval, Kyle Alessandróval közösen szerzett, bejutott a norvég Melodi Grand Prix eurovíziós nemzeti döntőbe, ami végül meg is nyert, így ez a dal képviseli Norvégiát az Eurovíziós Dalfesztiválon.

## Diszkográfia

### Kislemezek
- Where You Are (Sávežan) (2023, Jon Henrik Fjällgrennel és Arc North-szal közösen)
- Supernatural (2024)
- Cold As Ice (2025)